# Tetramorium nursei
Tetramorium nursei är en myrart som beskrevs av Charles Thomas Bingham 1903. Tetramorium nursei ingår i släktet Tetramorium och familjen myror. Inga underarter finns listade i Catalogue of Life.